# 釜石石
釜石石（かまいしせき、 Kamaishilite）は、1981年に発表された日本産新鉱物で東京大学の鉱床学者内田悦生と飯山敏道により、岩手県の釜石鉱山で発見された。化学組成はCa2Al2SiO6(OH)2で、正方晶系。産出地が釜石鉱山であることから命名された。
X線回折パターンに基づき、ゲーレン石の加水分解物である備中石（等軸晶系）の同質異像とされるが、光学的性質は殆ど備中石と同じで、光学的異方性も明瞭ではない点で、独立の多形であるか、疑問が残る。1998年に国際鉱物学連合により鉱物種を分ける基準が厳密化され、「結晶構造について元素の相対的な位置関係が同じであるとき、対称性の違いは種を分けない」というガイドラインが規定されたため、ゲーレン石のグループが定義された場合、釜石石は独立種でなくなって備中石の正方晶系の多形として扱われる可能性がある。